# Seznam obcí Liptovské župy
Seznam obcí ležících na území bývalé Liptovské župy. Obce jsou rozděleny podle současných okresů a uvedeny pod současným jménem.
Okres Liptovský Mikuláš
- Města : Liptovský Hrádok, Liptovský Mikuláš
- Obce: Beňadiková, Bobrovček, Bobrovec, Bobrovník, Bukovina, Demänovská Dolina, Dúbrava, Galovany, Gôtovany, Huty, Hybe, Ižipovce, Jakubovany, Jalovec, Jamník, Konská, Kráľova Lehota, Kvačany, Lazisko, Liptovská Anna, Liptovská Kokava, Liptovská Porúbka, Liptovská Sielnica, Liptovské Beharovce, Liptovské Kľačany, Liptovské Matiašovce, Liptovský Ján, Liptovský Ondrej, Liptovský Peter, Liptovský Trnovec, Ľubeľa, Malatíny, Malé Borové, Malužiná, Nižná Boca, Partizánska Ľupča, Pavčina Lehota, Pavlova Ves, Podtureň, Pribylina, Prosiek, Smrečany, Svätý Kríž, Trstené, Uhorská Ves, Vavrišovo, Važec, Veľké Borové, Veterná Poruba, Vlachy, Východná, Vyšná Boca, Závažná Poruba, Žiar

Okres Poprad
- Obce: Liptovská Teplička, Štrba, větší část k.ú. Štrbské Pleso se stejnojmennou osadou

Okres Ružomberok
- Města : Ružomberok
- Obce: Bešeňová, Hubová, Ivachnová, Kalameny, Komjatná, Likavka, Liptovská Lúžna, Liptovská Osada, Liptovská Štiavnica, Liptovská Teplá, Liptovské Revúce, Liptovské Sliače, Liptovský Michal, Lisková, Ľubochňa, Lúčky, Ludrová, Martinček, Potok, Stankovany, Štiavnička, Švošov, Turík